# Phil Mitchell
Phillip James "Phil" Mitchell  es un personaje ficticio de la serie de televisión británica EastEnders, interpretado por el actor Steve McFadden del 20 de febrero de 1990, hasta el 2003, Steve regresó en el 2005 y desde entonces aparece en la serie.

## Antecedentes
Phil es el hijo mayor de Erin y Peggy Mitchell, fue nombrado en honor a su abuelo paterno, Philip, quien murió cuando él era joven. Phil tuvo que soportar una infancia difícil debido a su abusivo padre, cuya violencia continuó hasta que Phil cumplió la edad suficiente para poder defenderse. Phil y su hermano menor Grant, son unidos y tienen la reputación de tener un temperamento fuerte.